# Peter Oberndorfer (Rennfahrer)
Peter Oberndorfer (* 5. Juli 1956 in München) ist ein ehemaliger deutscher Automobilrennfahrer.

## Karriere im Motorsport
Peter Oberndorfer wurde vor allem als Pilot in der Deutschen Tourenwagen-Meisterschaft bekannt. Als diese Meisterschaft 1984 wiederbelebt wurde, war Oberndorfer als Fahrer für das Team von Helmut Marko mit einem Alfa Romeo Alfetta GTV6 am Start. Bis zum Ende der Saison 1991, die er auf einem Opel Omega 3000 24V Evo bestritt, ging er bei 94 Wertungsläufen ins Rennen. Seinen einzigen Rennsieg feierte er in seinem Debütjahr, als er vor Per-Gunnar Andersson und Olaf Manthey den Großen Preis von Deutschland für Tourenwagen auf dem Hockenheimring gewann. Seine beste Gesamtplatzierung war der fünfte Rang 1985.
Seine Karriere begonnen hatte Oberndorfer 1979 im Renault 5 Eurocup mit einem zehnten Rang in der Gesamtwertung. Es folgten Einsätze in der Procar-Serie, 1983 eine Saison in der Deutschen Formel-3-Meisterschaft und im selben Jahr ein 16. Endrang in der Deutschen Rennsport-Meisterschaft. 1987 wurde er hinter Roland Asch Gesamtzweiter im Porsche 944 Turbo Cup und 2002 Gesamtdritter beim 24-Stunden-Rennen auf dem Nürburgring. 1984 hatte er dieses 24-Stunden-Rennen gewonnen.
1981 fuhr er das 24-Stunden-Rennen von Le Mans und beendete das 1000-km-Rennen auf dem Nürburgring als Gesamtvierzehnter.

## Statistik

### Le-Mans-Ergebnisse
| Jahr | Team             | Fahrzeug | Teamkollege      | Teamkollege              | Platzierung | Ausfallgrund |
| ---- | ---------------- | -------- | ---------------- | ------------------------ | ----------- | ------------ |
| 1981 | Helmut Marko RSM | BMW M1   | Christian Danner | Leopold Prinz von Bayern | Ausfall     | Kurbelwelle  |